# Ferenc Puskás
Pour les articles homonymes, voir Puskás.
Ferenc Puskás, né Ferenc Purczeld Biró, le 1er avril 1927 à Budapest en Hongrie et mort le 17 novembre 2006 dans la même ville, est un footballeur international hongrois, généralement considéré comme le meilleur joueur de l'histoire de la Hongrie. Naturalisé espagnol en 1961, il joue jusqu'à l'âge de 40 ans en 1967 puis poursuit sa carrière comme entraîneur. Durant sa carrière, Ferenc Puskás a évolué au Budapest Honvéd puis au Real Madrid. En 1995, il a été reconnu comme le meilleur buteur de première division du XXe siècle par l'IFFHS avec 511 buts en 533 matches,.
En 85 matches disputés sous les couleurs de la Hongrie, il inscrit 84 buts, un record qui tiendra jusqu'à que Ali Daei le dépasse,. Il est le 6e meilleur buteur de l'histoire des sélections. Son nom est donné en 2002 au stade Ferenc-Puskás de Budapest (qui sera remplacé en 2019 par la Puskás Aréna). Le prix Puskás, attribué au plus beau but de l'année depuis 2009 par la Fédération internationale de football association (FIFA), commémore son talent légendaire de buteur hors norme.

## Biographie

### Enfance

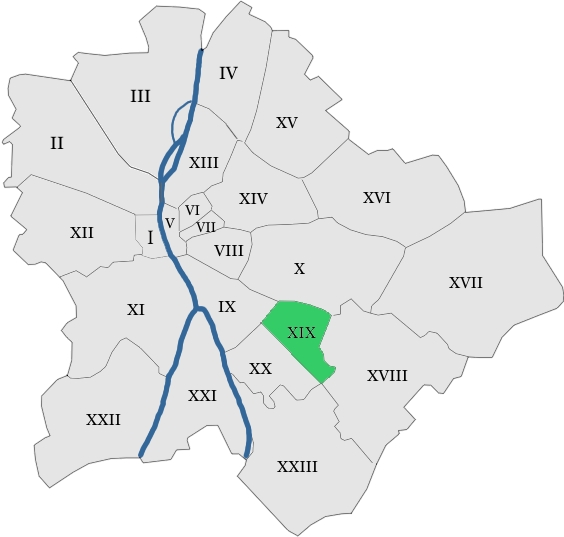
Ferenc Puskás naît en 1927 dans le de Budapest.

Ferenc Puskás naît le 1er avril 1927 à Budapest, la capitale de la Hongrie, dans une famille allemande. Sa mère, Margit Biró (1904-1976), était couturière. Il grandit à quelques pas du Kispest Athletic Club dans le quartier du même nom. Sa passion pour le football est évidente et il marche très tôt sur les pas de son père, joueur puis entraîneur du club voisin.
Trop jeune jusqu'à ses douze ans pour être affilié, il joue dans l'équipe juniors sous la fausse identité de Miklós Kovács afin de contourner la règle de l'âge minimum. Mais il ne tarde pas à faire parler de lui sous son véritable nom, parmi ses premiers coéquipiers figure son ami d'enfance et futur coéquipier en sélection, József Bozsik. Il a fait sa première apparition chez les seniors du Kispest Football Club en novembre 1943 lors d'un match contre le Nagyváradi AC.
À l'âge de 16 ans, le petit attaquant fait déjà partie des titulaires indiscutables du Kispest FC. Son ambition et sa volonté de fer sont évidentes. À seulement 18 ans, il effectue ses grands débuts en équipe nationale à l'occasion d'un match contre l'Autriche. Cette rencontre, la première disputée par la Hongrie depuis la fin de la Seconde Guerre mondiale, marque le début d'une carrière exceptionnelle au niveau international.

### LeMajor galopant(1943-1956)

#### Débuts tonitruants (1943-1953)

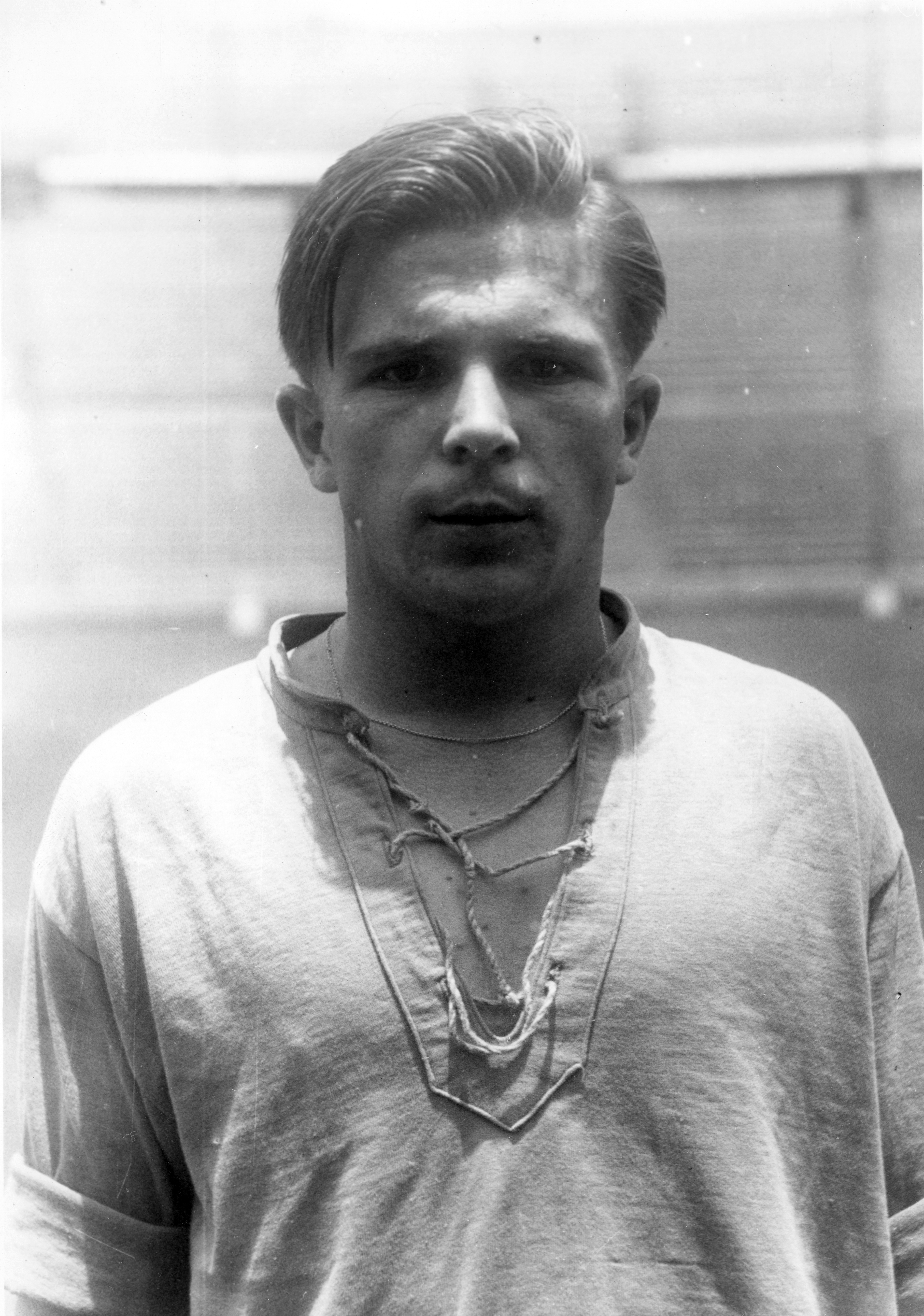
Ferenc Puskás avec le maillot du Kispest Athletic Club (1947).

Ferenc Puskás joue un rôle clé dans son club. En 1949, le club est repris par le ministère hongrois de la défense et l'équipe devient par la même occasion celle de l'armée hongroise. Elle est rebaptisée Budapest Honvéd et les joueurs reçoivent alors des grades militaires. Ferenc Puskás devient major (en hongrois : Őrnagy), ce qui explique son fameux surnom de Major galopant, en référence à son grade militaire. En tant que club de l'armée, le Budapest Honvéd utilise la conscription pour acquérir les meilleurs joueurs hongrois. Cela conduit par la suite au recrutement de Zoltán Czibor et Sándor Kocsis. Ferenc Puskás poursuit sa carrière avec le Budapest Honvéd jusqu'en 1956. En 1950, lors de la première saison sous le nouveau statut du club, Ferenc Puskás marque 50 buts et remporte le premier de ses quatre championnats hongrois avec le Budapest Honvéd. Le Budapest Honvéd étant techniquement amateur, Ferenc Puskás peut participer aux Jeux olympiques.
Le 20 août 1945, il a fait ses débuts avec l'équipe de Hongrie et marque lors d'une victoire 5-2 contre l'Autriche. Il a ensuite joué 85 matchs et a marqué 84 buts pour la Hongrie. Son palmarès international comprend deux triplés contre l'Autriche, un contre le Luxembourg et un quadruplé lors d'une victoire sur le score de 12 buts à 0 contre l'Albanie. Avec Zoltán Czibor, Sándor Kocsis, József Bozsik et Nándor Hidegkuti, il forme le noyau du Onze d'or qui restera invaincue pendant 32 matchs consécutifs. En 1952, Ferenc Puskás est capitaine de l'équipe qui remporte la médaille d'or olympique aux JO d'Helsinki. Il devient champion en battant la Yougoslavie sur le score de 2 buts à 0 en finale. Durant ce tournoi, Ferenc Puskás marque à quatre reprises. Il déclare quelques années plus tard : « Nous formions déjà une bonne équipe mais c'est au cours de ces Jeux que nous avons vraiment trouvé notre style. Nous avons, en quelque sorte, inventé l'ancêtre du football total des Néerlandais. Nous étions libres de nos déplacements et quand nous avions le ballon, tout le monde participait au jeu, les défenseurs comme les attaquants. Nous sommes rentrés en train. À partir de Prague, nous nous arrêtions à chaque station pour que les gens puissent nous saluer. Nous avons assisté à des scènes incroyables à la gare Keleti de Budapest. Les rues étaient noires de monde ! Plus de 100 000 personnes étaient venues faire la fête avec nous. Nous étions fous de joie. C'était notre première grande victoire et nous étions si jeunes ».
Leur victoire la plus célèbre reste sans doute celle obtenue le 25 novembre 1953 dans le stade de Wembley. À cette époque, l'Angleterre ne s'y est encore jamais inclinée face à une équipe qui ne fasse pas partie du Royaume-Uni. Cela n'empêche pourtant pas Ferenc Puskás et ses coéquipiers de s'imposer largement sur le score de 6 buts à 3 au cours d'un match qui reste dans l'histoire comme l'un des plus passionnants du siècle. Devant plus de 100 000 spectateurs, les Hongrois infligent une véritable leçon de football aux Anglais, variant à l'envi le jeu court et le jeu long. Cette équipe hongroise, bâtie autour de Ferenc Puskás, pratique alors un football totalement inédit. Il est le maître à jouer de cette formation qui, en un seul match, réduit à néant la réputation d'invincibilité dont jouit le football anglais partout dans le monde. Au cours de cette rencontre, Ferenc Puskás marque par deux fois tandis que Nándor Hidegkuti, son partenaire idéal en attaque, réalise le coup du chapeau. Moins de six mois plus tard, les Anglais reçoivent une nouvelle correction à Budapest, cette fois-ci sur le score de 7 buts à 1.
La Hongrie pratique à l'époque un jeu résolument offensif, basé sur le trio Sándor Kocsis - Nándor Hidegkuti - Ferenc Puskás. La puissance et la précision du pied gauche de Ferenc Puskás causent des dégâts dans toutes les défenses d'Europe. Le petit attaquant est à l'origine de tous les mouvements offensifs de son équipe. En véritable meneur de jeu, il fait circuler la balle avec précision et le football international lui fournit régulièrement l'occasion de faire la démonstration de ses talents.

#### Favoris du Mondial (1954-1956)

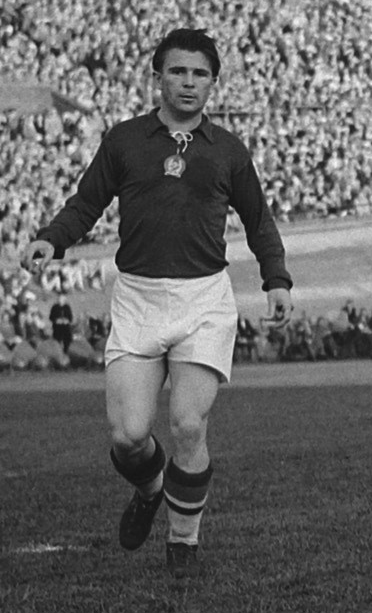
Ferenc Puskás lors de la Coupe du monde avec la Hongrie (1954).

Lorsque les Magyars magiques (en hongrois : Mágikus Magyarok) arrivent en Suisse pour disputer la Coupe du monde de 1954, ils sont invaincus depuis quatre ans et sont du coup les grands favoris. Le fameux onze d'or possède la meilleure attaque au monde et il ne lui faut guère de temps pour faire parler son extraordinaire potentiel offensif. La Corée du Sud est ridiculisée 9-0 d'entrée de jeu, au terme d'un festival de buts ouvert et clôturé par Ferenc Puskás. Le Major galopant fait à nouveau trembler les filets contre l'Allemagne de l'Ouest, qui s'incline lourdement sur le score de 8 buts à 3. Mais le prix de cette victoire s’avère particulièrement élevé. Ferenc Puskás se fracture de la cheville alors qu'il se dispute le ballon avec l'Allemand Werner Liebrich. Il doit déclarer forfait pour les quarts et les demi-finales, au grand dam de ses partenaires. Malgré son absence, la Hongrie remporte les deux rencontres suivantes (contre le Brésil et l'Uruguay) sur le même score de 4 buts à 2.
Pour la grande finale, tous les yeux se tournent vers Ferenc Puskás. Cette rencontre, qui constitue incontestablement le sommet de sa carrière, le meneur de jeu hongrois ne veut la manquer à aucun prix. Alors que sa blessure le fait encore souffrir, Ferenc Puskás décide de jouer quand même. Les Magyars magiques débutent idéalement la rencontre. Ferenc Puskás semble devoir faire taire les critiques en ouvrant le score dès la 6e minute de jeu. Deux minutes plus tard, la Hongrie fait le break en inscrivant un nouveau but. Mais les Allemands ne s'en laissent pas conter. Sous la pluie battante de Berne, ils parviennent à revenir au score avant la mi-temps à force de volonté. À sept minutes du coup de sifflet final, Helmut Rahn donne l'avantage aux Allemands. L'infatigable Ferenc Puskás trouve toutefois le temps de faire parler la poudre une dernière fois, mais son but est refusé pour hors-jeu. À la surprise générale, l'Allemagne de l'Ouest remporte la Coupe du monde et met fin à la série d'invincibilité de 31 rencontres de la Hongrie, ne laissant à Ferenc Puskás que ses regrets malgré son titre de meilleur joueur du tournoi. En 2010, une étude commandée par le Comité olympique allemand a révélé que les joueurs avaient été dopés à la pervitine, une méthamphétamine connue aussi comme la « drogue du soldat ». Mais il n'a jamais été question de retirer son premier titre à l'Allemagne de l'Ouest (cf. article Le Monde du 27 juin 2014). En dépit de la déception de Berne, le Onze d'or hongrois poursuit sa série, alignant 18 nouveaux matches sans défaite, avec notamment la première défaite infligée à l'équipe d'Union soviétique en Union des républiques socialistes soviétiques (URSS).
De retour au Budapest Honvéd, Ferenc Puskás devient encore plus connu en Europe de l'Ouest en voyageant à l'étranger avec son club pour des matchs amicaux. En décembre 1954, ils viennent au Molineux Stadium où ils sont battus sur le score de 3 buts à 2 par des Wolverhampton Wanderers à leur apogée. La victoire conduit le directeur des Wolves, Stan Cullis, à annoncer que son équipe est « championne du monde ».

#### Fuite de Hongrie (1956)
Ferenc Puskás poursuit sa carrière au Budapest Honvéd, sans se douter qu'elle est sur le point de prendre un tournant décisif. Il se rend à Bilbao, en Espagne, avec son équipe pour le compte de la Coupe des clubs champions européens 1956-1957, une rencontre qui aura des conséquences historiques. Alors que la Hongrie connaît une grave crise politique, Ferenc Puskás et ses coéquipiers décident de ne pas rentrer au pays et de s'exiler à l'ouest. Après quinze mois sabbatiques passés en Autriche au cours desquels Ferenc Puskás semble totalement oublier le football, il décide de revenir à la compétition. Mais, pour beaucoup, le jeune trentenaire est un joueur fini.
Le 4 novembre 1956, les chars russes entrent dans Budapest pour mater l'insurrection hongroise. À ce moment-là, Ferenc Puskás et ses coéquipiers du Budapest Honvéd se préparent à une nouvelle tournée en Europe. Malgré les évènements, les joueurs se rendent quand même en Europe, à la demande de Imre Nagy. Lorsque celui-ci est destitué, le nouveau gouvernement exige que les fuyards reviennent au pays. Ferenc Puskás choisit alors de rester en Occident. Il apprend que sa femme et sa fille ont clandestinement gagné Vienne, la capitale autrichienne, à pied, et il part les y retrouver.
À la demande de la Fédération hongroise, Ferenc Puskás est suspendu dix-huit mois par la Fédération internationale de football association (FIFA). Privé de travail, il survit dans un camp de réfugiés en Autriche avec pour seules ressources des mandats envoyés par son ancien coéquipier László Kubala, qui joue au FC Barcelone depuis 1951. Le Major galopant sombre dans l'alcool et grossit d'une vingtaine de kilogrammes.

### Résurrection en Espagne (1958-1967)

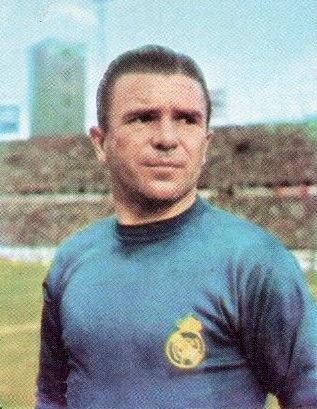
Ferenc Puskás sous les couleurs du Real Madrid (1965).

Sourd aux critiques qui assaillent l'ancien meneur de jeu hongrois, Emil Oesterreicher, l'ancien secrétaire financier de Ferenc Puskás lors de ses dernières années au Budapest Honvéd, décide de le faire venir, à 31 ans, au Real Madrid pour le faire jouer aux côtés de l'Argentin Alfredo Di Stéfano, du Français Raymond Kopa et de l'Espagnol Francisco Gento. Son arrivée suscite la surprise de toute l'Espagne. On pense alors qu'un homme à un âge si avancé et quelques kilos en trop n'a pas sa place dans une équipe du calibre du Real Madrid, composée de stars. Mais Ferenc Puskás fait rapidement taire les critiques. L'ancienne icône hongroise perd dix-huit kilogrammes en six semaines et entame le deuxième volet de sa magnifique carrière. Le duo madrilène devient rapidement l'un des plus célèbres d'Europe, pour le plus grand plaisir des supporters du stade Santiago-Bernabéu.
Sa première année est difficile, la barrière de la langue l’empêchant de s’adapter rapidement à la vie espagnole. Il n'est pas présent en finale de la Coupe des clubs champions européens 1958-1959 contre le Stade de Reims, à Stuttgart, en Allemagne de l'Ouest. Le gouvernement allemand refuse alors de lui délivrer un visa, n'ayant toujours pas pardonné à l'ex-major les allusions au dopage qu'il émettait pour expliquer la victoire allemande à Berne, accusation qui sera vérifiée en 2010 par une étude universitaire allemande assurant que plusieurs joueurs de l'équipe d'Allemagne de l'Ouest auraient été dopés à la méthamphétamine, une substance figurant depuis sur la liste des produits dopants.

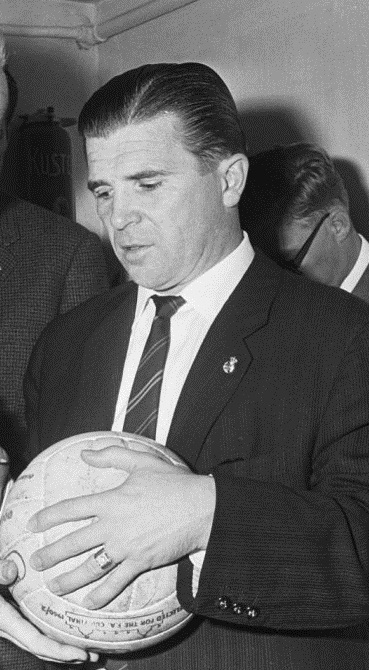
Ferenc Puskás signant un ballon pour Piet Kruiver (1965).

La saison suivante, Ferenc Puskás explose littéralement devenant le meilleur buteur du Real Madrid dans les trois compétitions. Il inscrit 49 buts en 36 rencontres. Pour Ferenc Puskás, la consécration vient en finale de la Coupe des clubs champions européens 1959-1960, lorsque le Real Madrid inflige une sévère correction à l'Eintracht Francfort dans le stade du Hampden Park, en Écosse, devant plus de 130 000 spectateurs. Même le grand Alfredo Di Stéfano, pourtant auteur d'un triplé en finale, est éclipsé par Ferenc Puskás, qui marque à quatre reprises contre les Allemands. Cette saison, en plus d'une victoire historique, le Hongrois totalise pas moins de 35 buts en 39 matches sous les couleurs du Real Madrid. Sur la saison 1959-1960, il inscrit 60 buts. Un record qui ne sera dépassé qu'en avril 2011 par l'Argentin Lionel Messi. À la fin de la saison, Ferenc Puskás et ses coéquipiers remportent la première Coupe intercontinentale mise en jeu contre les uruguayens du CA Peñarol. Après un nul 0-0 au stade Centenario de Montevideo, en Uruguay, Ferenc Puskás signe un doublé au stade Santiago-Bernabéu dans les dix premières minutes du match suivi par Alfredo Di Stéfano, Jesús Herrera et Francisco Gento pour une victoire sur le score final de 5 buts à 1.
En 1962 à Amsterdam, aux Pays-Bas, Ferenc Puskás dispute une nouvelle finale européenne avec le Real Madrid. Il inscrit trois buts mais perd contre le Benfica Lisbonne sur le score de 5 buts à 3. Deux ans plus tard à Vienne, en Autriche, Ferenc Puskás et le Real Madrid perdent une nouvelle fois en finale de la Coupe d'Europe, contre l'Inter Milan sur le score de 3 buts à 1.
Sélectionné en équipe d'Espagne contre le Maroc en septembre 1961, Ferenc Puskás participe sous ses nouvelles couleurs à la Coupe du monde de 1962 disputée au Chili. Malheureusement, ce mondial n'est pas une réussite puisque la Furia ne remporte qu'une seule rencontre. La sélection quitte donc logiquement l'Amérique du Sud à la fin de la phase de groupes. Ferenc Puskás dispute son quatrième et dernier match en juin 1962 lors d'une défaite face à la Tchécoslovaquie sans avoir retrouvé le chemin des filets.
En 1965, Ferenc Puskás inscrit le 200e but du Real Madrid en Coupe des clubs champions européens. Ferenc Puskás porte encore le maillot du Real Madrid jusqu'en 1967 avant de mettre un terme à sa carrière à l'âge de 40 ans. Il totalise 242 buts en 262 rencontres sous les couleurs des géants espagnols. Sous l'égide du Hongrois, le club de la capitale espagnole décroche cinq titres de champion et deux Coupes des clubs champions européens. Ferenc Puskás laisse un souvenir gravé dans l'histoire du Real Madrid. Encensé par les supporters madrilènes pour sa générosité, sa sympathie, son amabilité et ses brillantes prestations, il bat tous les records de buts en tant qu'avant-centre, et gagne le surnom de Pancho, ou Cañoncito pum. Il est l'un des meilleurs attaquants de l'histoire et le meilleur gaucher à avoir foulé la pelouse du stade Santiago-Bernabéu.
En 2012, Ferenc Puskás fait partie de la meilleure équipe de l'histoire du Real Madrid élue à l'occasion des 110 ans du club. D’après la Rec.Sport.Soccer Statistics Foundation (RSSSF), Ferenc Puskás est le troisième meilleur buteur de l’histoire du football avec 802 réalisations inscrites en 792 matchs officiels. Tout au long de sa carrière de joueur, il a joué 1271 matchs et marqué plus de 1569 buts,,. Il est le joueur avec le plus de passes décisives dans l'histoire du football, 404,,. Il est un des joueurs avec le plus de passes décisives dans l'histoire du international football, 53.

### Coach Ferenc Puskás (1967-1993)

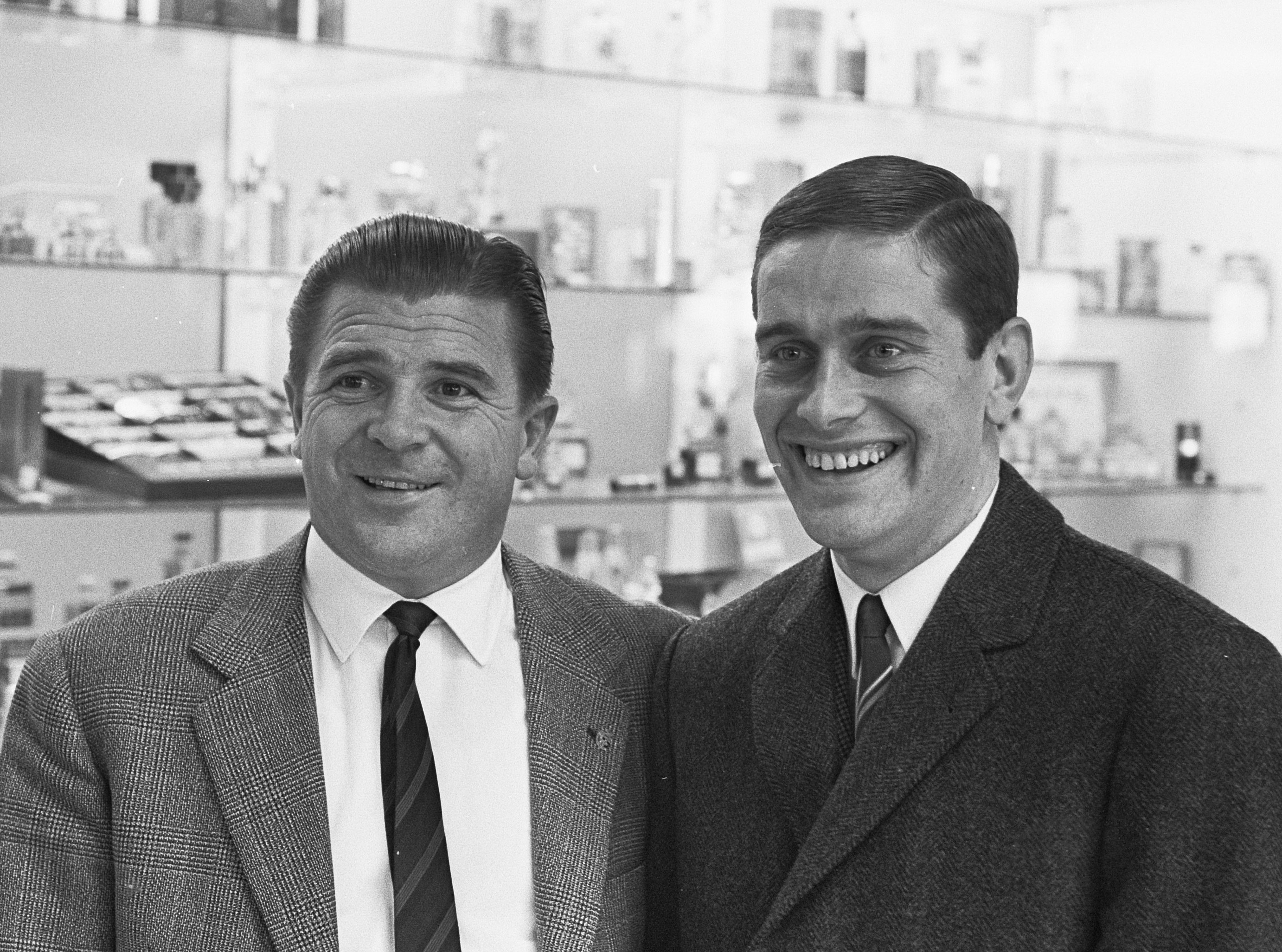
Ferenc Puskás, alors entraîneur des Royals de Vancouver, et Ger Lagendijk (1968).

Sa carrière de joueur s'arrête en 1967 pour laisser place à celle d'entraîneur. Le Major galopant se fait la main au Hércules de Alicante durant la saison 1966-1967 avant de s'envoler aux États-Unis pour entraîner les Golden Gate Gales de San Francisco (1967) puis les Royals de Vancouver (1968). De retour en Espagne, il dirige durant la saison 1968-1969 le Deportivo Alavés avant d'être appelé, en 1970, par le club grec du Panathinaïkós.

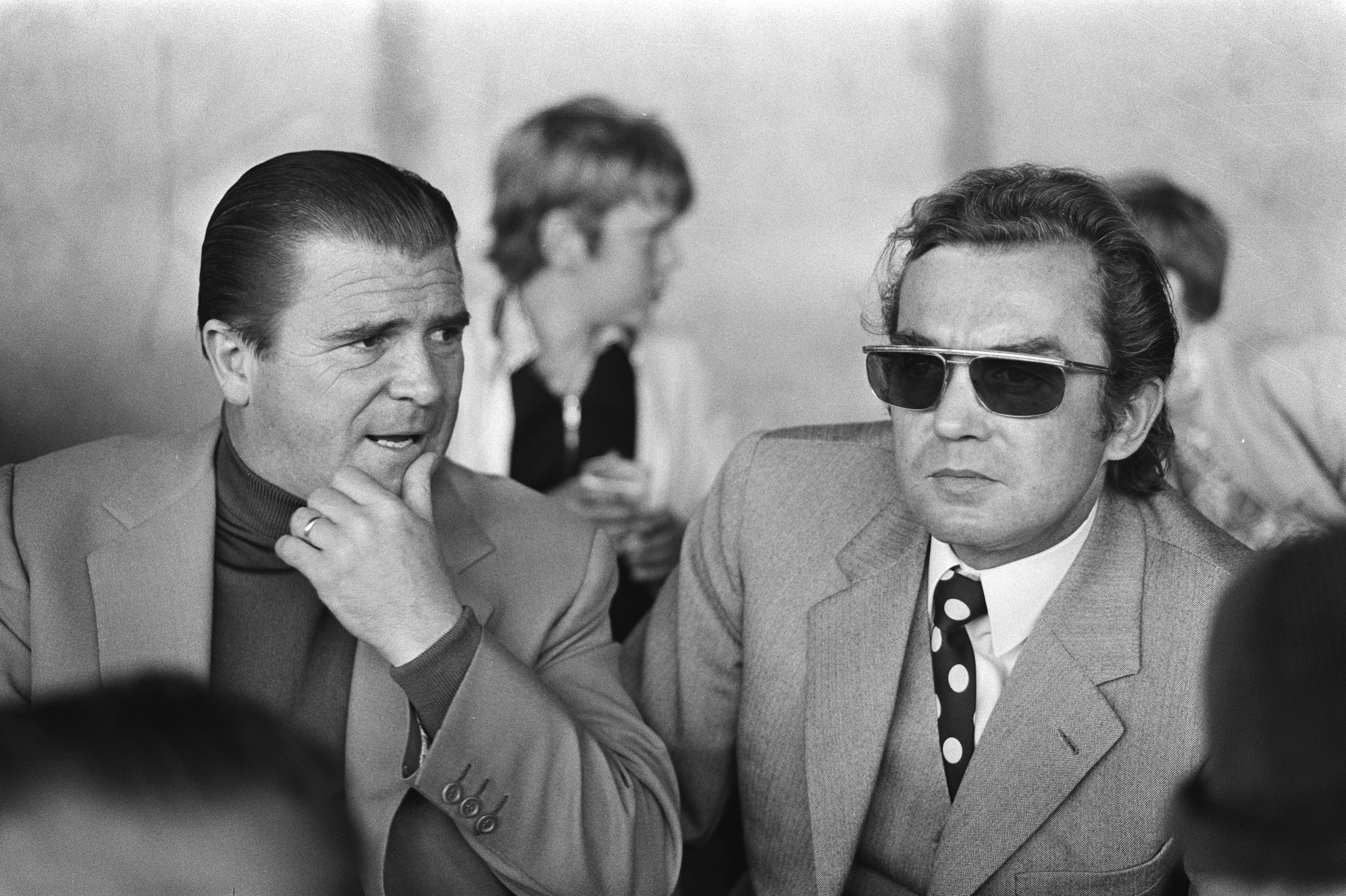
Ferenc Puskás, alors entraîneur du Panathinaïkós, et Ernst Happel (1971).

La légende veut qu'à son arrivée en Grèce, au moment de signer son contrat, Ferenc Puskás demanda quelle serait sa prime s'il parvenait à emmener son équipe en finale de Coupe des clubs champions européens. La probabilité de retrouver le club grec à ce niveau était tellement infime que les dirigeants grecs ajoutèrent sans trembler un alinéa au contrat, stipulant une énorme prime en cas de finale. Pourtant, le miracle est en marche. À la tête d’une formation composée de joueurs semi-professionnels, de travailleurs et d’étudiants, Ferenc Puskás se lance à la conquête de l’Europe. Les Luxembourgeois de La Jeunesse d’Esch sont facilement écartés (2-1, 5-0), puis c’est au tour du ŠK Slovan Bratislava, vainqueur de la Coupe de l'UEFA en 1969, de subir les foudres du Panathinaïkós (3-0, 1-2). En quarts de finale, les Grecs éliminent Everton (1-1, 0-0), mais leur plus grosse performance a lieu lors des demi-finales. À Belgrade, en Serbie, le Panathinaïkós est balayé par l’Étoile rouge (4-1). « Si Dieu s’endort pendant quelques instants, peut-être que nous avons une chance de nous qualifier » déclare alors Ferenc Puskás à ses joueurs avant le match retour. Nul ne sait si le Tout-Puissant s’est effectivement assoupi, mais toujours est-il que le Panathinaïkós s’impose sur le score de 3 buts à 0, validant par la même occasion son billet pour la finale. Le Panathinaïkós allait pourtant réussir cet exploit, accédant à la surprise générale en finale de la Coupe des clubs champions européens 1970-1971, où il est battu par l'Ajax Amsterdam à Wembley. Pancho reste en Grèce jusqu’en 1974. Son humilité et sa générosité naturelle en font quelqu’un de très apprécié, dans le vestiaire comme en dehors. De retour dans la capitale hellénique en 1978-1979, pour y coacher l’AEK Athènes FC, l’entraîneur hongrois est démis de ses fonctions deux semaines avant la fin du championnat.
En dehors de ce coup d'éclat, la carrière d'entraîneur de Ferenc Puskás ne décollera jamais vraiment. Ses différents contrats en Espagne, au Chili, en Arabie saoudite, en Grèce, en Égypte, au Paraguay et en Australie lui permettront de voir du pays mais ne rempliront pas son palmarès. En 1993, il est appelé au chevet d'une sélection hongroise tombée au plus bas. Il dirige l'équipe durant quatre matches, dont trois défaites. Le 16 juin 1993, le Major galopant met un terme de façon définitive à sa carrière d’entraîneur.

### Rédemption avant la maladie (1993-2006)
Ferenc Puskás rentre définitivement en Hongrie au début des années 1990. Après son échec à la tête de la sélection, le gouvernement de Viktor Orbán le nomme ambassadeur du sport hongrois dans le monde. Au début des années 2000, le vieillissant Népstadion devient le Puskàs Ferenc Stadion. Le sociologue Tamás Dóczi raconte : « Quand il est rentré au pays, il a été bien accueilli. Sa mort a été un événement tragique pour la Hongrie ».
Au même moment, Ferenc Puskás est diagnostiqué comme atteint par la maladie d'Alzheimer et sa santé se dégrade. En septembre 2006, Ferenc Puskás est hospitalisé. Il meurt deux mois plus tard d’une pneumonie, à l'âge de 79 ans,. Il laisse alors derrière lui sa femme de 57 ans, Erzsébet, et leur fille, Anikó,. Une journée de deuil national est décrétée le jour de ses funérailles. Comme le monde du football, le Premier ministre de Hongrie Ferenc Gyurcsány rend hommage au Major galopant : « Le plus connu des Hongrois du XXe siècle nous a quittés, mais la légende restera toujours avec nous ». La Fédération internationale de football association (FIFA) l’honore en 2009, en donnant son nom au prix récompensant le plus beau but de l’année.
Les obsèques de Ferenc Puskás ont lieu en présence du président de la République de Hongrie László Sólyom et du Premier ministre de Hongrie Ferenc Gyurcsány. Le drapeau hongrois est mis en berne devant le Parlement, en présence des chefs de l’État et du gouvernement. Des dizaines de milliers de Hongrois sont attendus au Puskàs Ferenc Stadion pour un service religieux solennel. Sont attendus pour les cérémonies : le président de la FIFA, le Suisse Sepp Blatter, le candidat à la présidence de l'Union des associations européennes de football (UEFA), le Français Michel Platini, l'Allemand Franz Beckenbauer ainsi que d'anciens joueurs du Real Madrid. Après la cérémonie au stade, un défilé a lieu à travers la ville et s'achève à la Basilique Saint-Étienne de Pest où Ferenc Puskás est enterré. En 2012, les cendres de Sándor Kocsis, ancien coéquipier de Ferenc Puskás, sont rapatriées dans la même crypte de la Basilique Saint-Étienne de Pest de Budapest, où le Major galopant avait été enterré en décembre 2006.

## Style de jeu
Ferenc Puskás avait un contrôle du ballon incroyable et contrôlait la plupart du temps le ballon avec son pied gauche, bien qu'il soit l'un des meilleurs joueurs à deux pieds de tous les temps. Il avait un excellent premier contact avec le ballon, ce qui lui permettait de faire des passes et des croisements très rapides et précis. Il était également capable de manœuvrer et de changer de position rapidement sur le terrain, passant de celle de l'intérieur gauche à celle de l'avant-centre. Il était également capable de tromper ses adversaires avec de faux dribbles et de confondre ses marqueurs en faisant semblant d'aller dans un sens. Ferenc Puskás allait dans l'autre sens et laissait les joueurs adverses derrière lui. Il a notamment fait cela à Bill Eckersley et Harry Johnston lorsque la Hongrie a battu l'Angleterre sur le score de 6 buts à 3 dans le stade de Wembley. Ferenc Puskás avait également l'habitude de déplacer le ballon dans différentes directions et latéralement avec le ballon au pied pour passer ses adversaires avec facilité, laissant ses marqueurs plaquer dans l'air. Cela a été notamment le cas lorsqu'il a traîné le ballon en arrière devant Billy Wright et a marqué lors de la victoire sur le score de 6 buts à 3 de la Hongrie contre l'Angleterre et contre l'Italie en 1953 lorsque Ferenc Puskás a touché le ballon en avant laissant le joueur italien Pietro Grosso également plaquer dans l'air pour marquer lors d'une victoire sur le score de 3 buts à 0. Ferenc Puskás était également un excellent tireur de coups de pied arrêtés, marquant souvent des coups francs avec des tirs directs puissants. Il avait l'un des tirs du gauche les plus puissants de l'histoire et marquait souvent à 30-35 mètres du but.

## Palmarès

### En tant que joueur
| Budapest Honvéd (4)                                                                                                  | Hongrie (2) | Real Madrid (10) |
| - Championnat de Hongrie de football (4) - Champion en 1950, 1952, 1954, 1955 - Coupe de Hongrie - Finaliste en 1955 | - Coupe du monde - Finaliste en 1954 - Jeux olympiques (1) - Médaille d'or en 1952 - Coupe internationale (1) - Vainqueur en 1953 | - Championnat d'Espagne (5) - Champion en 1961, 1962, 1963, 1964 et 1965 - Vice-champion en 1959, 1960, 1966 - Coupe d'Espagne (1) - Vainqueur en 1962 - Finaliste en 1960 et 1961 - Coupe des clubs champions européens (3) - Vainqueur en 1959, 1960 et 1966 - Finaliste en 1962 et 1964 - Coupe intercontinentale (1) - Vainqueur en 1960 |

#### Distinctions personnelles
| Trophées | Titres de meilleur buteur |
| --- | --- |
| - Deuxième au Ballon d'or en 1960 - Élu joueur en or des 50 dernières années de l'équipe de Hongrie par l'UEFA en 2004 - Élu footballeur hongrois du siècle en 2006 - Nommé au FIFA 100 en 2004 - Élu meilleur joueur de la Coupe du monde en 1954 - Élu 6e Meilleur joueur mondial du siècle (IFFHS) | - 6e meilleur buteur de l’histoire du football en Europe toutes compétitions confondues - Coupe internationale (1) - Meilleur buteur en 1953 (10 buts) - 2e meilleur buteur en 1960 (5 buts) - Championnat de Hongrie (3) - Meilleur buteur en 1948 (50 buts), 1950 (31) et 1953 (27) - Championnat d'Espagne (4) - Meilleur buteur en 1960 (26 buts), 1961 (27), 1963 (26) et 1964 (20) - Coupe des clubs champions européens (2) - Meilleur buteur en 1960 (12 buts) et 1964 (7) |

## Statistiques

### En club
Cette section détaille les statistiques Ferenc Puskás durant sa carrière en club : 
| Saison  | Club            | Matchs | Buts | Passes décisives |
| ------- | --------------- | ------ | ---- | ---------------- |
| 1943-44 | Kispest AC      | 20     | 9    | 9                |
| 1945    | Kispest AC      | 33     | 17   | 18               |
| 1945-46 | Kispest AC      | 36     | 37   | 20               |
| 1946-47 | Kispest AC      | 29     | 32   | 7                |
| 1947-48 | Kispest AC      | 32     | 50   | 10               |
| 1948-49 | Kispest AC      | 28     | 46   | 6                |
| 1949-50 | Kispest AC      | 30     | 31   | 18               |
| 1950    | Budapest Honvéd | 15     | 25   | 12               |
| 1951    | Budapest Honvéd | 23     | 25   | 17               |
| 1952    | Budapest Honvéd | 26     | 22   | 18               |
| 1953    | Budapest Honvéd | 29     | 39   | 32               |
| 1954    | Budapest Honvéd | 20     | 21   | 10               |
| 1955    | Budapest Honvéd | 36     | 25   | 31               |
| 1956    | Budapest Honvéd | 15     | 6    | 6                |
| 1956-57 |                 |        |      |                  |
| 1957-58 |                 |        |      |                  |
| 1958-59 | Real Madrid     | 34     | 25   | 17               |
| 1959-60 | Real Madrid     | 36     | 49   | 26               |
| 1960-61 | Real Madrid     | 41     | 43   | 23               |
| 1961-62 | Real Madrid     | 40     | 40   | 16               |
| 1962-63 | Real Madrid     | 39     | 31   | 22               |
| 1963-64 | Real Madrid     | 33     | 28   | 12               |
| 1964-65 | Real Madrid     | 25     | 17   | 16               |
| 1965-66 | Real Madrid     | 14     | 10   | 4                |
| Total   | Total           | 632    | 628  | 349              |

### En sélection
Cette section détaille les statistiques de Ferenc Puskás durant sa carrière en sélection :
| Saison | Équipe nationale | Matchs | Buts | Passes décisives |
| ------ | ---------------- | ------ | ---- | ---------------- |
| 1945   | Hongrie          | 2      | 3    | 1                |
| 1946   | Hongrie          | 3      | 3    | 2                |
| 1947   | Hongrie          | 5      | 5    | 1                |
| 1948   | Hongrie          | 6      | 7    | 6                |
| 1949   | Hongrie          | 8      | 11   | 8                |
| 1950   | Hongrie          | 6      | 12   | 3                |
| 1951   | Hongrie          | 3      | 4    | 4                |
| 1952   | Hongrie          | 12     | 10   | 13               |
| 1953   | Hongrie          | 7      | 6    | 5                |
| 1954   | Hongrie          | 11     | 8    | 6                |
| 1955   | Hongrie          | 12     | 10   | 5                |
| 1956   | Hongrie          | 10     | 5    | 0                |
| Total  | Total            | 85     | 84   | 54               |
| 1961   | Espagne          | 1      | 0    | 0                |
| 1962   | Espagne          | 3      | 0    | 1                |
| Total  | Total            | 4      | 0    | 1                |

## Reconnaissance

### Stade Ferenc-Puskás (2002)
Au début des années 2000, le vieillissant Népstadion (stade du Peuple) est renommé Puskàs Ferenc Stadion en son honneur. Il est reconstruit entre les années 2016 et 2019 sous forme d’une enceinte ultra-moderne d'une capacité de 68 000 sièges pour accueillir quatre matches de l'Euro 2020 et devient la Puskás Aréna.

### Une rue de Budapest (2007)
La ville de Budapest donne le nom de Ferenc Puskás à une rue du quartier de Kispest, siège du Budapest Honvéd, l'ancien club du Major galopant, un an jour pour jour après son décès. C'est l'ancienne rue Ujtemetô, dans le 19e arrondissement de la ville, qui est rebaptisée rue Ferenc Puskás, sur l'initiative commune du club et de la mairie du 19e.
Une centaine de personnes participent à la cérémonie d'inauguration, dont le maire de Budapest Gábor Demszky. De nombreux hauts responsables du football international sont également présents, notamment le Suisse Sepp Blatter, président de la Fédération internationale de football association (FIFA), le Français Michel Platini, président de l'Union des associations européennes de football (UEFA), ou encore l'Allemand Franz Beckenbauer.

### Prix Puskás de la FIFA (2009)
En hommage à son prestige en tant que buteur, la Fédération internationale de football association (FIFA) créée en 2009 le Prix Puskás, qui récompense le plus beau but de l'année parmi une sélection de dix buts que les internautes doivent départager. Le prix Puskás, récompensant le joueur ou la joueuse ayant marqué le plus beau but de l'année, est inauguré le 21 décembre lors du Gala du joueur FIFA 2009. « Il est important de préserver la mémoire des grands du football qui ont jalonné notre histoire. Ferenc Puskás était non seulement un joueur au talent et au palmarès immenses, mais également un homme remarquable », explique alors Sepp Blatter, président de la FIFA.

## Citations à son sujet
« Il lui suffisait d'une touche de balle pour marquer deux buts. »
— Zoltán Czibor, coéquipier de Ferenc Puskás au Kispest FC et en sélection hongroise
« Il a fait toute une carrière en Hongrie et a remis ça en Espagne, avec le Real Madrid. On comprend facilement pourquoi il n'est pas seulement un joueur de classe mondiale, mais un véritable mythe. »
— Gyula Grosics, gardien de but de la sélection hongroise dans les années 1950
« J'imagine que lorsqu'un bon joueur a le ballon, il doit pouvoir envisager trois options, au maximum. Puskás, lui, en voyait toujours au moins cinq. »
— Jenő Buzánszky, ancien coéquipier de Ferenc Puskás